# OpenBTS
OpenBTS，源自於開放基地台（英語：Open Base Transceiver Station）的縮寫，它能將一隻標準的GSM手機，變成軟體GSM接收台，成為IP电话的SIP節點。它以C++寫成，實作了符合GSM系統工業標準的底層協議堆疊，是一個開放軟體專案，以Affero通用公共许可证（AGPLv3）釋出。

## 外部連結
- OpenBTS計畫官網
- OpenBTS部落格（页面存档备份，存于）
- Range Networks, Inc. web site（页面存档备份，存于）